# Paul Nash

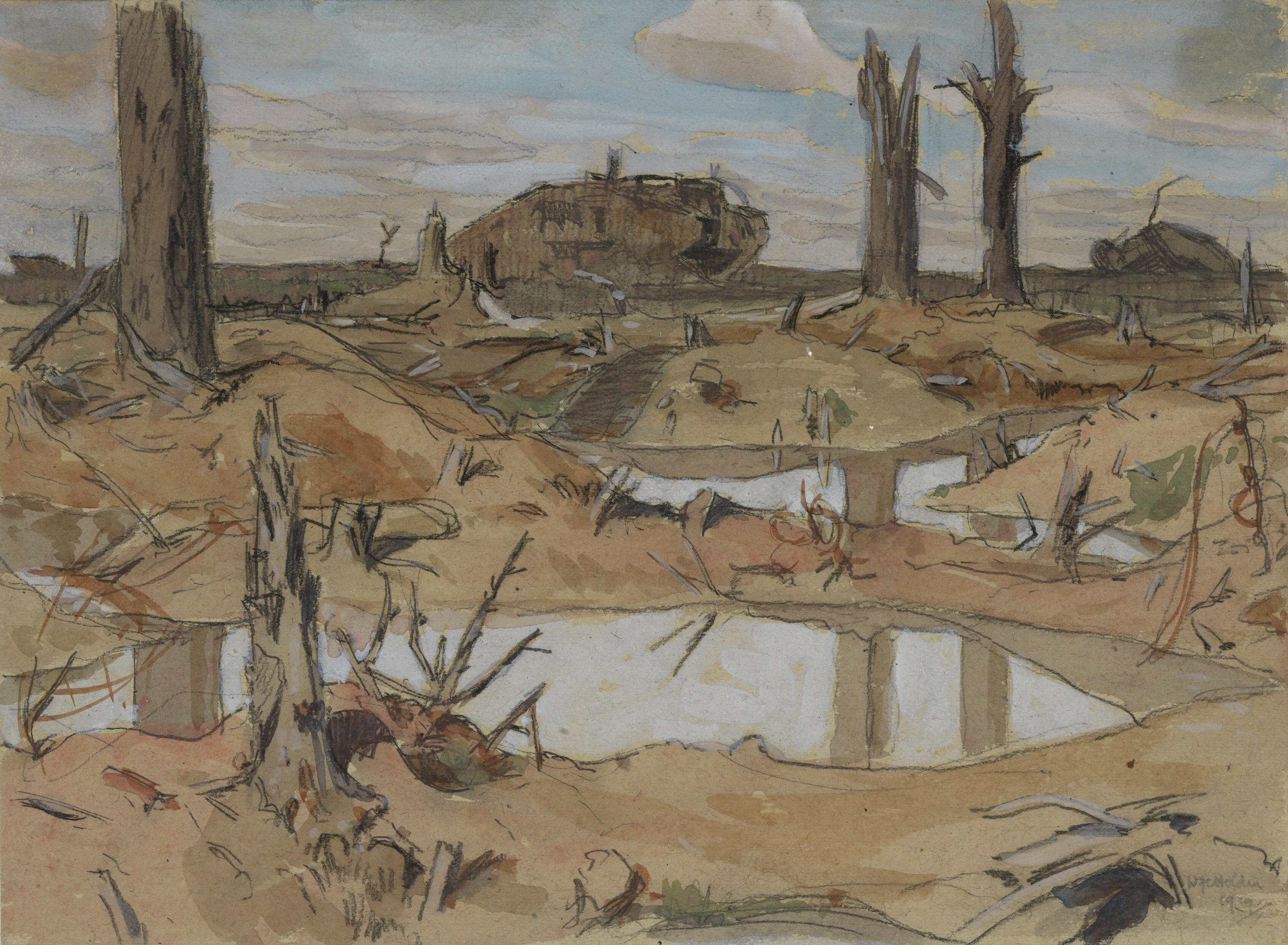
Sunrise: Inverness Copse, (Svítání: Inverness Copse), 1919

Paul Nash (11. května 1889 Londýn – 11. července 1946 Boscombe) byl britský surrealistický malíř a válečný umělec, fotograf, spisovatel a designér aplikovaného umění. Nash byl jedním z významných krajinářů první poloviny dvacátého století. Hrál klíčovou roli v rozvoji modernismu v anglickém umění.
Narodil se v Londýně a vyrostl v Buckinghamshire, kde se rozvíjela jeho láska k krajině. Vstoupil do umělecké školy Slade School of Art, ale nebyl příliš dobrý ve figurální kresbě a tak se soustředil se na krajinomalbu. Velkou inspiraci našel v krajině s prvky staré historie, jako jsou pohřební mohyly, hrady z doby železné, jako jsou Wittenham Clumps a menhiry u Avebury ve Wiltshire. Umělecká díla, která vytvořil během první světové války, patří mezi nejznámější obrazy válečného konfliktu. Po válce se Nash i nadále soustředil na krajinomalbu, původně ve formálním, dekorativním stylu, ale ve třicátých létech 20. století maloval stále více abstraktně. Ve svých malbách často umísťoval každodenní předměty do krajiny, aby jim dal novou identitu a symboliku.
Během druhé světové války vytvořil dvě série antropomorfních zobrazení letadel, přestože onemocněl těžkým astmatem. Předtím však vytvořil řadu krajin bohatých na symboliku s intenzivní mystikou. Tyto obrazy se pravděpodobně staly nejznámějšími díly z tohoto období. Nash byl také vynikající ilustrátor knih, navrhoval divadelní dekorace, textil a plakáty.
Byl starším bratrem umělce Johna Nashe (1893–1977).

## Mládí

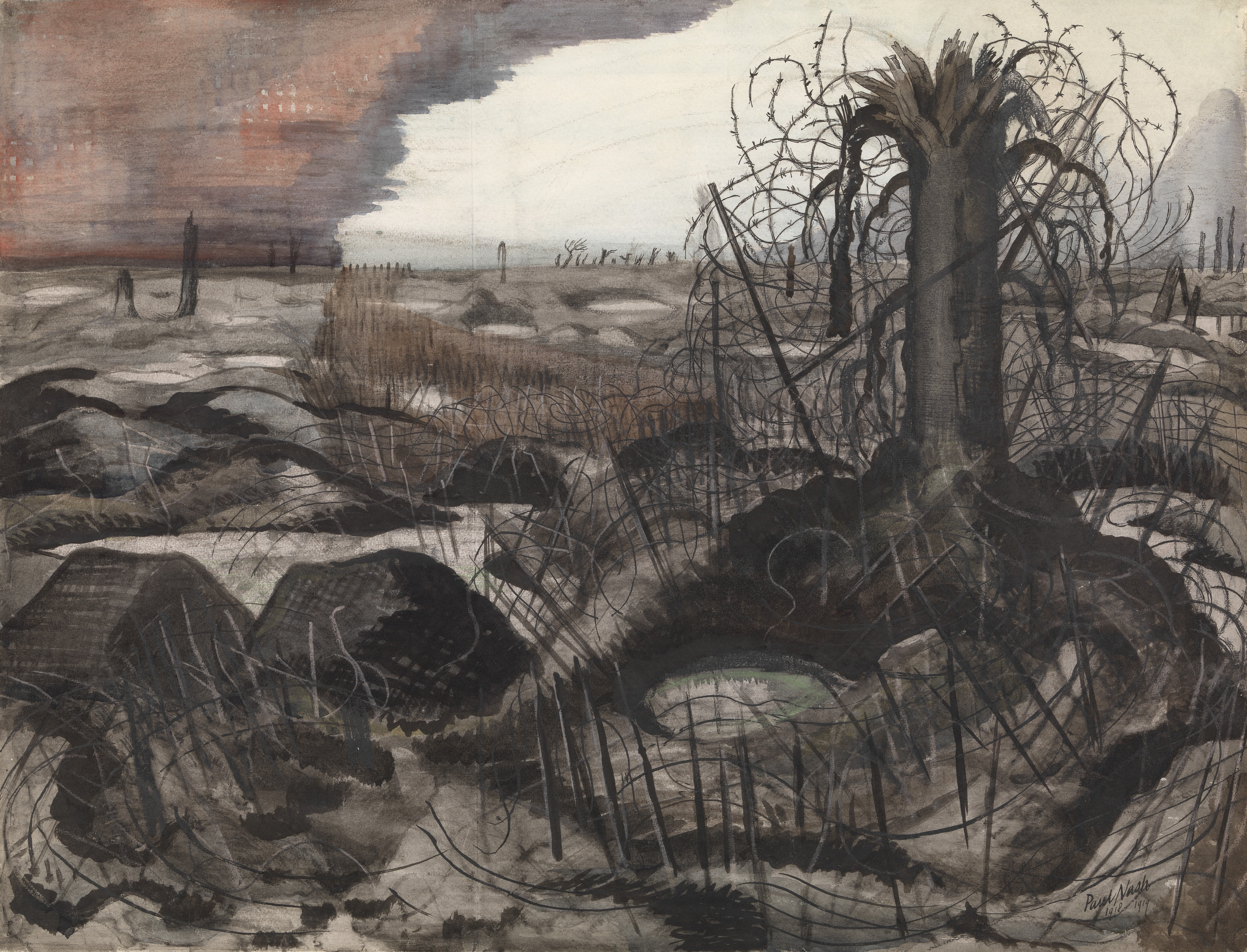
Wire, (Drát), 1918/19

Paul Nash byl synem úspěšného obhájce Williama Harryho Nashe a jeho manželky Caroline Maude, dcery kapitána v královském námořnictvu. Narodil se v Kensingtonu a vyrůstal v Earl's Court v západním Londýně. V roce 1902 se rodina přestěhovala do Iver Heath v Buckinghamshire v očekávání, že přestěhování do přírody pomůže Caroline Nashové, která stále více projevovala příznaky duševní nemoci. Rostoucí náklady na léčbu Caroline Nashové vedly k tomu, že dům v Iver Heathu byl pronajímán, zatímco Paul a jeho otec bydleli společně v podnájmu a jeho mladší sestra a bratr šli do internátních škol. Na svátek Valentýna 1910, ve věku 49 let Caroline Nashová zemřela v psychiatrickém ústavu. Paul Nash byl směrován ke kariéře v námořnictvu, měl následovat kariéru svého dědečka z matčiny strany. Bohužel navzdory dalšímu výcviku v odborné škole v Greenwichi nesložil námořní zkoušku a vrátil se k ukončení studia na St. Paul's School. Jeho spolužák Eric Kennington, budoucí anglický sochař, umělec a ilustrátor a oficiální válečný umělec v obou světových válkách, jej povzbuzoval, aby zkusil kariéru umělce. Poté, co studoval jeden rok na Chelsea College of Arts v Chelsea, zapsal se na podzim roku 1908 na London County Council School of Photo-engraving and Lithography (bývalá londýnská škola tisku a grafického umění) v Bolt Court na Fleet Street. Nash zde strávil dva roky. Začal psát poezii a hry. Jeho práce chválil univerzitní profesor umění z Cambridge, Oxfordu a Londýna Selwyn Image, jemuž byl Nash doporučen básníkem a Nashovým přítelem Gordonem Bottomleym a anglickým malířem a grafikem sirem Williamem Rothensteinem. Poradil Nashovi studium na Slade School of Art na University College v Londýně. Nash se tam zapsal v říjnu 1910, ačkoli později poznamenal, že jeho první setkání s profesorem kresby Henry Tonksem probíhalo asi takto:
Tonks si nic nedělal z jiných autorit, a sám neměl rád sebevědomé mladé muže... Jeho chirurgické oko se přehrabovalo v mých nezralých výkresech. S upřeným pohledem očí s pokleslými horními víčky, se zatrpklými ústy, visel ve vzduchu nade mnou jako velký otazník, a kromě toho byl spíš uštěpačný než zvědavý. Na Slade mě přivítal chladným a odrazujícím tónem. Bylo zřejmé, že se domníval, že ani Slade, ani já, z toho pravděpodobně mít velký užitek nebudeme.

Škola Slade tehdy otevřela dveře pozoruhodnému množství mladých talentů – což Tonks později popisoval jako druhou a poslední „krizi brilantnosti“. Mezi spolužáky Nashe byli například Ben Nicholson, Stanley Spencer, Mark Gertler, William Roberts, Dora Carrington, Christopher R. W. Nevinson a Edward Wadsworth. Nash bojoval s figurální kresbou a tak strávil na škole jen rok. V letech 1912 a 1913 pořádal Nash výstavy, někdy se svým bratrem Johnem. Velmi se věnoval kresbě a akvarelu, jeho rozkvetlé krajiny byly ovlivněny poezií Williama Blaka a obrazy Samuela Palmera a Danteho Gabriela Rossettiho. Ve svých krajinomalbách se obzvláště věnoval dvěma místům, pohledu z domu svého otce v Iver Heath a také rád maloval stromy v kopcích v údolí Temže, známé jako Wittenham Clumps. Wittenham Clumps byla první v řadě lokalit, které nakonec zahrnovaly Ypry, Dymchurch, Romney Marshes, Avebury a Swanage, lokality které Nashe inspirovaly po celý život. V létě roku 1914 se Nash těšil jistému úspěchu. Během tohoto roku pracoval krátce na Omega workshopech pod vedením Rogera Frye a také s ním spolupracoval na obnově Mantegnových pláten v Hampton Court Palace. V roce 1914 byl zvolen do Londýnské skupiny, společnosti založené proto, aby vedle Královské akademie umění nabídla umělcům další výstavní příležitosti. Společnost zformovaná v roce 1913 je jednou z nejstarších uměleckých organizací na světě. Byla vytvořena fúzí Camden Town Group a Fitzroy Street Group. Pořádala otevřené výstavy pro členy a hostující umělce.

## První světová válka
Dne 10. září 1914, krátce po zahájení první světové války, byl Nash odveden k praporu tzv. Artists' Rifles, což byl speciální pluk britské armády, který vznikl v roce 1859 jako dobrovolnická lehká pěchotní jednotka a byla součástí 28. londýnského pluku. Nashovou povinností byla strážní služba v Toweru, což mu ponechávalo dost času věnovat se kreslení a malování. V prosinci 1914 se Nash oženil s Margaret Odehovou, která pracovala v organizaci bojující za volební práva žen, Women's Suffrage. Svatba se konala v anglikánském kostele St Martin-in-the-Fields na Trafalgarském náměstí. Pár neměl děti. Jeho důstojnický výcvik začal v srpnu 1916 a v únoru roku 1917 byl převelen na západní frontu jako druhý poručík Royal Hampshire Regiment. Byl odvelen do St. Eloi v Ypres Salient. V době jeho služby to byla poměrně tichá oblast, sice se dostala občas pod palbu, ale žádné velké boje zde neprobíhaly. Nash si jasně uvědomoval zkázu, kterou válka v krajině způsobila, ale byl potěšen, když viděl, že při příchodu jara se krajina zotavovala z poškození, která jí byla způsobena. V noci z 25. května 1917 Nash spadl do příkopu, zlomil si žebro a 1. června byl převezen do Londýna. O několik dní později byla většina jeho bývalé jednotky zabita při útoku na pozici známou jako Hill 60 (Battle of Messines, 1917). Nash se považoval za šťastného, že přežil. Během zotavení v Londýně tvořil Nash z náčrtů, které udělal na frontě. Vytvořil sérii 20 kreseb, většinou v inkoustu, křídě či jako akvarel. Některé z těchto prací vykazují vliv vorticismu, krátkodobého modernistického hnutí v britském umění a poezii z počátku 20. století, částečně inspirovaného kubismem. Směr byl vyhlášen v roce 1914 v prvním čísle časopisu BLAST, které obsahovalo manifest tohoto uměleckého směru. Hnutí odmítalo krajinomalbu a akty ve prospěch geometrického stylu směřujícího k abstrakci. Nashova kolekce byla dobře přijata, vystavena byla v červnu téhož roku v Goupil Gallery. Další výstava těchto kreseb se konala v Birminghamu v září 1917. Na základě těchto prací Christopher R. W. Nevinson poradil Nashovi, aby se seznámil s Charlesem Mastermanem, předsedou vládního úřadu pro válečnou propagandu a požádal o oficiální jmenování válečným umělcem. Nash byl s rezervním praporem poblíž Portsmouthu a připravoval se na návrat do bojů ve Francii, když dostal oznámení, že jeho jmenování válečným umělcem bylo schváleno.

### Válečný umělec – Belgie, 1917

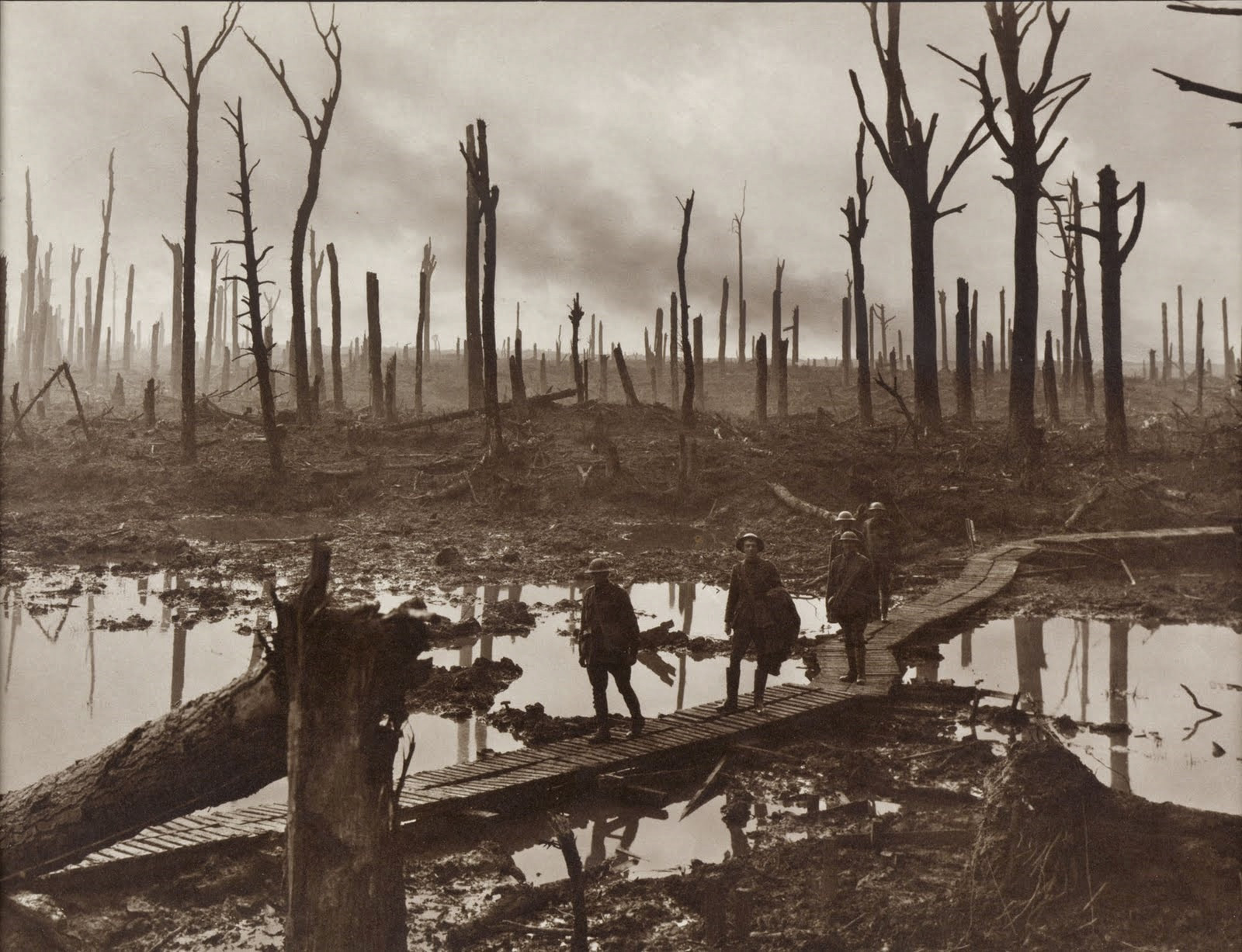
Les poblíž Yper, říjen 1917, fotografie Franka Hurleye

V listopadu 1917 se Nash vrátil do Ypres Salient jako vojenský pozorovatel s důstojnickým sluhou a řidičem. V tom okamžiku probíhala bitva u Yper již třetí měsíc. Belgičané, ve snaze zabránit Němcům v postupu, vypustili v předstihu mořské hráze, a tak se krajina proměnila v močál. V takovém terénu se pak drželo bahno i v období, kdy bylo delší dobu sucho. Všechny britské útoky se tak potýkaly s blátem. V některých fázích bitvy se odhaduje, že zhruba třetina obětí se utopila v močále. Nash často po příjezdu do Flander chodil do přístavu. Zimní krajina, kterou našel, byla velmi odlišná od té, kterou naposled viděl na jaře. Systém příkopů, malých kanálů a hrází, které odvodňovaly krajinu Yper, byly opakovaně ničeny ohněm. Měsíce neustálého deště vedly k rozsáhlým záplavám a kilometrům hlubokého bláta. Nash byl tímto ničením přírody pobouřen. Věřil, že krajina už není schopna znovu ožít a nedokáže se s příchodem jara zotavit. Byl velmi rozhořčen a rozčarován. Vysvětlil to v dopisech napsaných manželce. Jeden takový, který byl napsán po zbytečném setkání na brigádním velitelství 16. listopadu 1917:
Právě jsem se vrátil ze včerejší noční návštěvy brigádního velitelství. Do konce života na ni nezapomenu. Viděl jsem tu nejstrašnější noční můru země, jak by ji koncipoval spíše Dante nebo Poe, nevýslovnou, naprosto nepopsatelnou. V patnácti kresbách, které jsem udělal, vám mohu dát nějakou představu o té hrůze. Snad to pomůže pochopit ten strašlivý pocit a to, čemu mají naši muži ve Francii čelit. Všichni máme jakousi představu o hrůzách války a můžeme si s pomocí několika válečných korespondentů a obrazů v Daily Mirror představit nějakou vizi bojiště; ale žádné pero ani výkres nemůže tuto skutečnost nezúčastněné osobě opravdu předat – že je normální že bitvy probíhají dnem i nocí, měsíc po měsíci. Jen ďábel ztělesňující zlo může být pánem této války a nikde není vidět záblesk Boží ruky. Západ a východ slunce jsou rouhačství, jsou to lidské výmluvy, jenom černý déšť z nalitých a zduřených oblaků a hořká, černá noc je v takové zemi v pořádku. Déšť se spustí, zápach bahna se stává zlověstnější, jámy po granátech se plní zeleně-bílou vodou, cesty a koleje jsou pokryty vrstvami slizu, černé umírající stromy, které mokvají a jejich umírání se nikdy nezastaví. Jen ti padnou na hlavu, odvrhnou hnusné stromové pahýly, rozbíjejí dlážděné cesty, strhávají koně a muly, ničí, udržují, šílí, padají do hrobů na chudáky mrtvé. Je to nepopiratelné, bezbožné, beznadějné. Už nejsem nezaujatý a zvědavý umělec. Jsem posel, který přináší poselství od mužů, kteří bojují proti těm, kdo chtějí ve válce pokračovat navždy. Slabé a němé bude mé poselství, ale bude obsahovat hořkou pravdu a bude spalovat jejich mizerné duše.

Nashův hněv byl pro něho velkým kreativním podnětem vedoucí ho k produkci až tuctu kreseb denně. Pracoval v šíleném tempu a podstupoval velké riziko, aby se co nejvíce přiblížil k frontovým zákopům. Navzdory nebezpečí a těžkostí, když dostal příležitost prodloužit si pobyt o týden a pracovat pro Kanaďany v sektoru Vimy, Nash tuto šanci uvítal. Do Anglie se vrátil 7. prosince 1917.

### Válečný umělec – Anglie, 1918

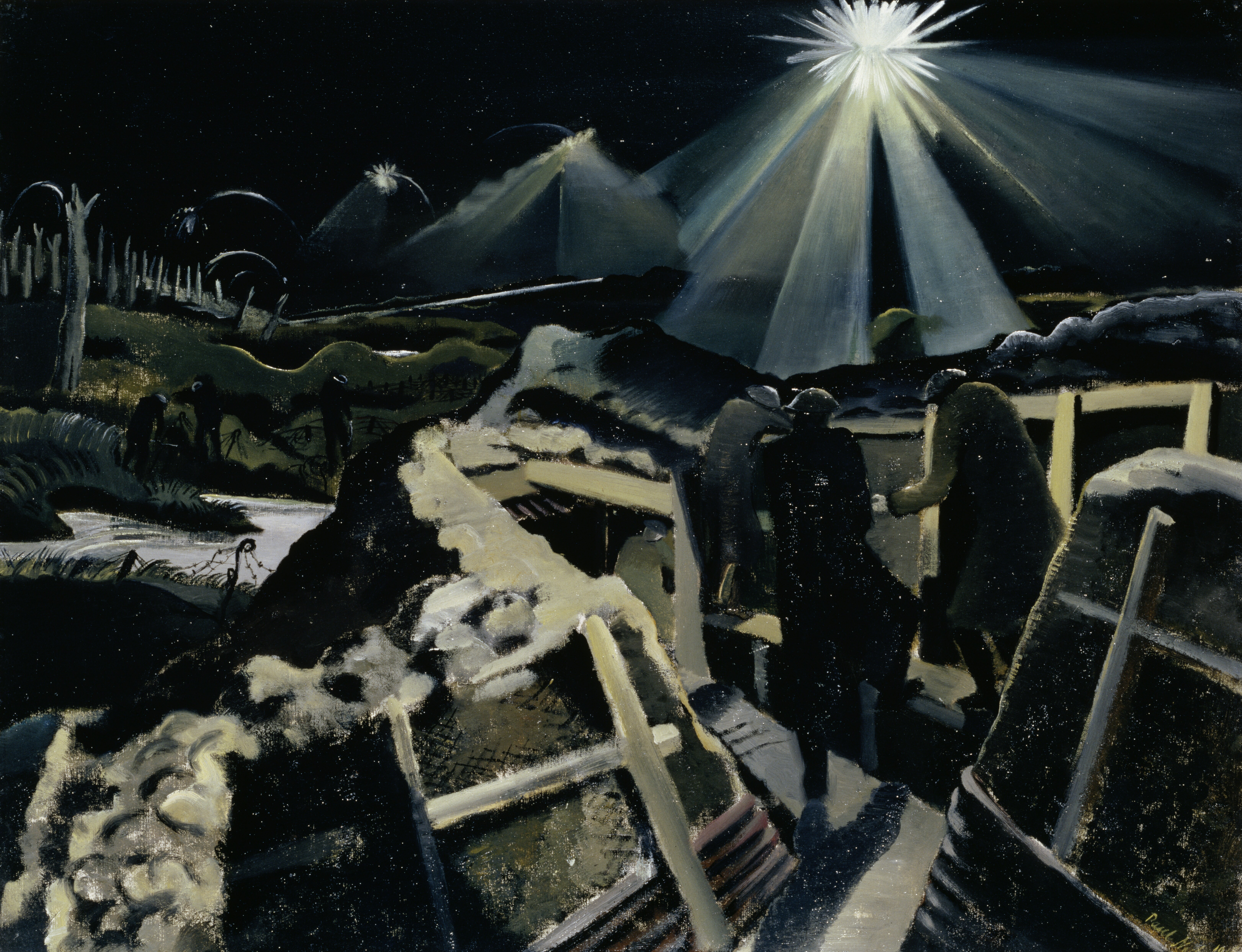
Ypres Salient at Night (Ypres Salient v noci), 1918

Během šesti týdnů na západní frontě dokončil Nash sérií, kterou nazval Padesát kreseb bahnitých míst. Po návratu do Anglie začal témata rozvíjet a dokončovat. Usilovně pracoval, aby měl připraveno dostatek obrazů pro samostatnou výstavu v květnu 1918. Ve Flandrech Nash maloval většinou perokresby či akvarely. Po návratu do Anglie zjistil, že Nevinson vytváří litografie. V roce 1917 nakreslil Nightfall, Zillebecke District. Obraz se stal známým v roce 1918 jako litografie s názvem Rain (Déšť). Obraz After the Battle (Po bitvě), ukazuje bojiště, po bitvě opuštěné, zůstaly jen mrtvoly, potápějící se do bláta. Krajina (The Landscape – Hill 60), pole bahna a křovin s výbuchem vyplňujícím oblohu nad ním. Jedna z největších a nejsilnějších kreseb byla Wire, původní název Drát – Hindenburgova linka (Wire-The Hindenburg Line). Nash opět ukazuje zničení přírody, kmen stromu je zahalen do ostnatého drátu, podobného trnové koruně, představující katastrofu války.
Počátkem roku 1918 začal Nash pracovat s olejovými barvami. První jeho olejomalba byla The Mule Track (Cesta muly), v níž uprostřed výbuchů a bombardování jsou drobné postavy vojáků, kteří se snaží zabránit zabití zvířat. Malba v oleji umožnila Nashovi daleko více využívat barvu a obrazy výbuchů v The Mule Track obsahovaly odstíny žluté, oranžové a hořčicové. Plátno The Ypres Salient at Night (Ypres Salient v noci) zachycuje dezorientaci vojáků způsobenou změnami ve směru obranných zákopů na frontě. To Nash mohl znát, dezorientace vojáků v noci byla zhoršována neustálými výbuchy granátů a bomb.
Ve Francii Nash udělal perokresbu obrazu Svítání: Inverness Copse (Sunrise: Inverness Copse). Inverness Copse byl místem těžkých bojů v létě roku 1917 během Battle of Langemarck, bitvy o Langemarck, části Third Battle of Ypres, třetí bitvy o Ypres. Nash líčí následky boje, ukazuje krajinu skládající se z bahna a zničených stromů, osvětlenou bledě žlutým sluncem. Počátkem roku 1918, kdy se Nash rozhodl vytvořit větší olejomalbu založenou na této kresbě. Dílo, které dostalo hořký titul We are Making a New World (Tvoříme nový svět), se jasně vysmívá ambicím války, ale je také univerzálnějším odkazem než předchozí dílo a představuje scénu ničení, která by mohla být kdekoli na západní frontě. Na obraze nejsou žádní lidé, ani detaily jako např. The Mule Track, které by odváděly pozornost od rozbitých pahýlů stromů, díry po granátech a kopce zeminy. Slunce je studená bílá koule a z hnědých oblaků na původní kresbě se stávají krvavě červené. Jeden moderní kritik, který psal v roce 1994, ho přirovnal k jaderné zimě, zatímco jeden z prvních lidí, kteří obraz viděli v roce 1918, Arthur Lee, oficiální cenzor zodpovědný za britské válečné umělce, si myslel, že je to vtip na úkor veřejnosti a umění.

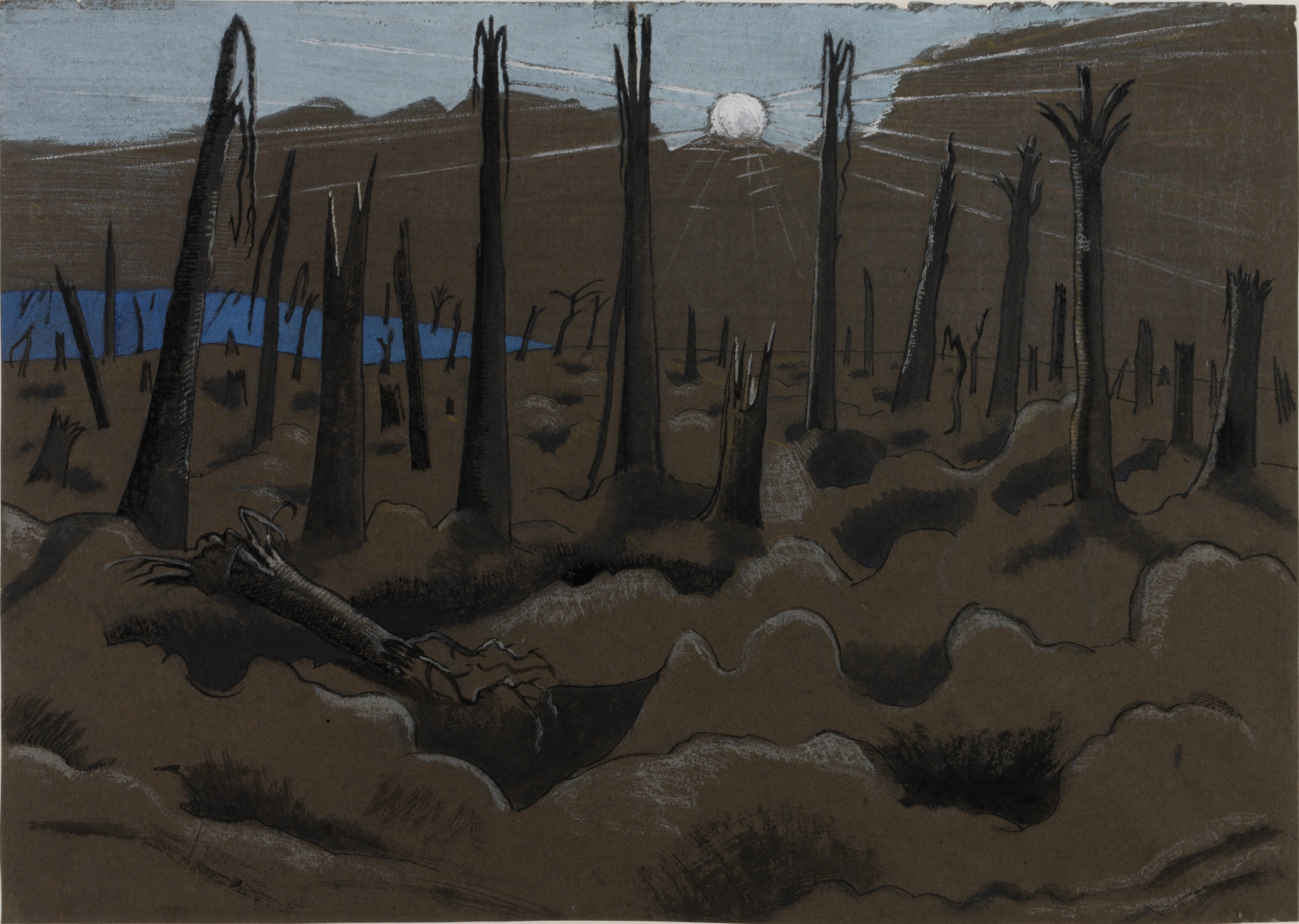
Sunrise: Inverness Copse (Svítání: Inverness Copse) (1917), sbírka Imperiálního válečného muzea v Londýně
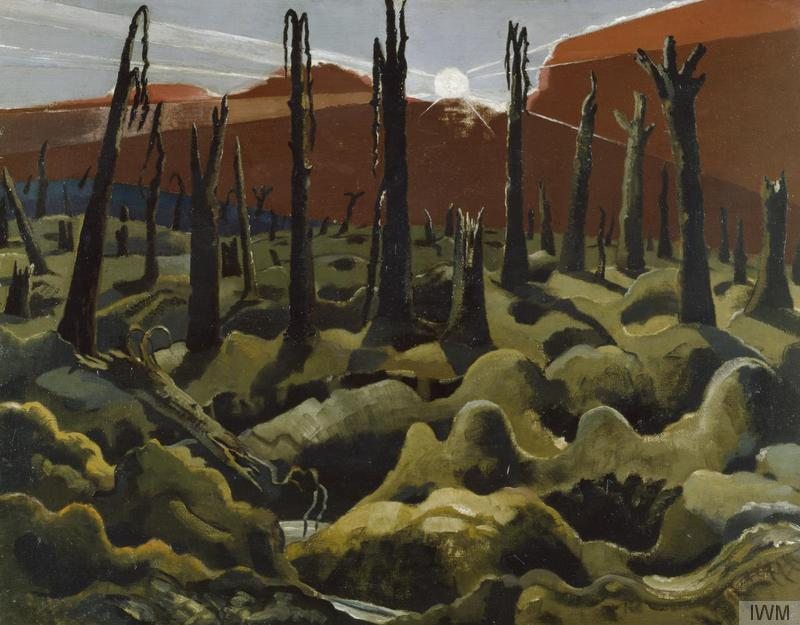
We are Making a New World (Tvoříme nový svět) (1918), sbírka Imperiálního válečného muzea v Londýně
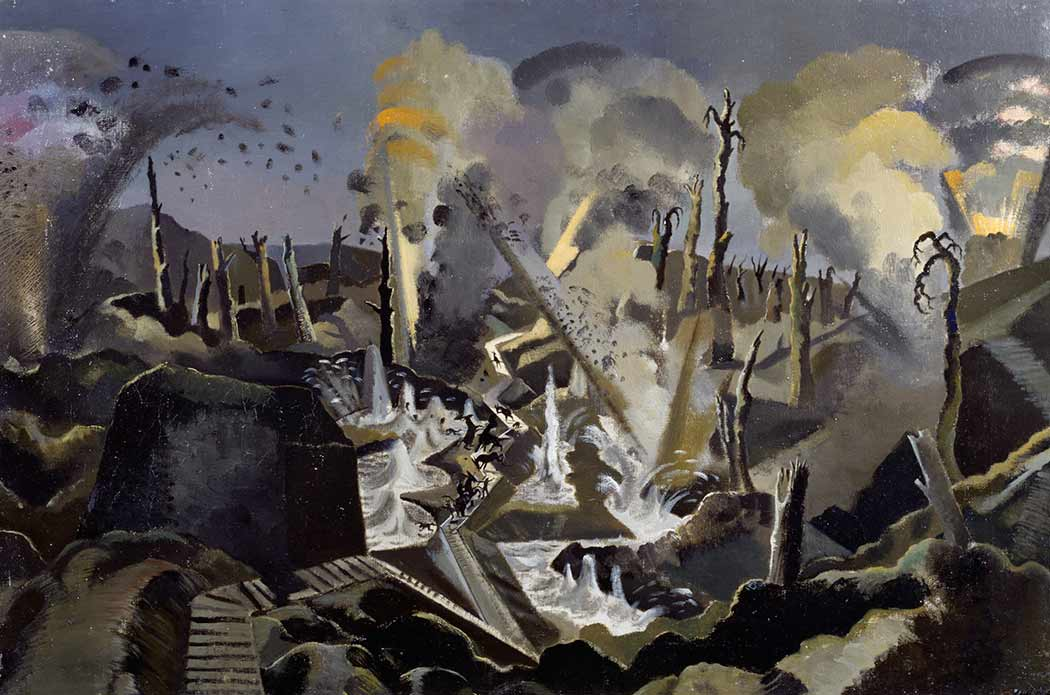
The Mule Track (Cesta muly), 1918, sbírka Imperiálního válečného muzea v Londýně

Tyto nové práce spolu s díly z roku 1917 a dalšími obrazy, jako je Mackerel Sky (Nebe makrely) byly vystaveny na samostatné Nashově výstavě s názvem The Void of War (Prázdnota války) v Leicester Galleries v květnu 1918. Tato výstava byla kritiky uznávaná a většina komentářů se zaměřila na Nashovo vylíčení přírody jako nevinné oběti války, devastovaných lesů, polí a kopců.

### The Menin Road

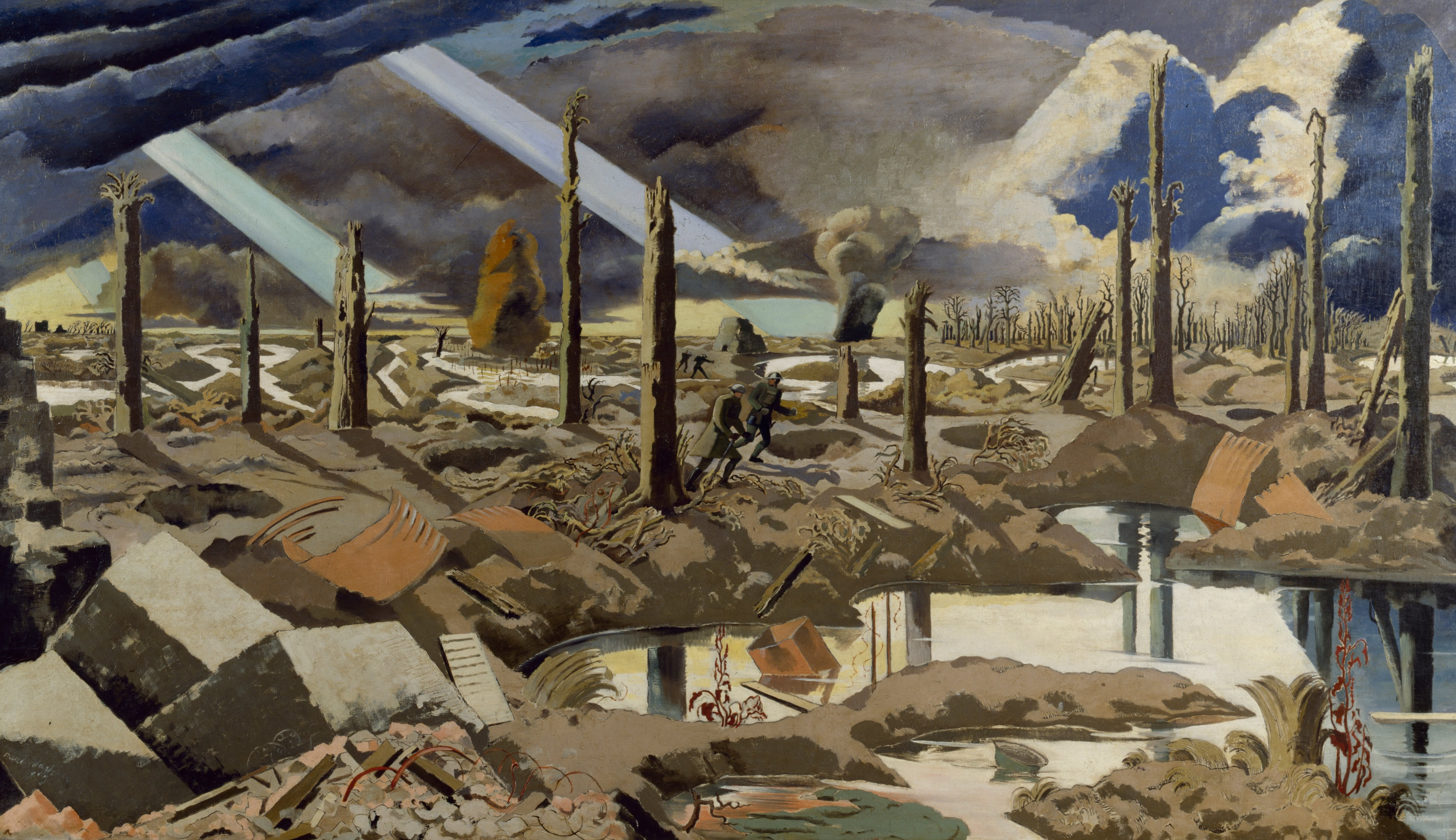
The Menin Road (Meninská cesta), 1918

V dubnu 1918 byl Nash pověřen Britským válečným výborem, aby namaloval scénu bojiště pro projekt Hall of Remembrance (Pamětní síň). Rozhodl se pro část obrazu Ypres Salient, známou jako Tower Hamlets, který byl zničen během bitvy Battle of the Menin Road Ridge. Jakmile byla jeho práce pro výstavu Void of War v červnu 1918 dokončena, Nash začal ve čtvrti Chalfont St Peter v Buckinghamshire ve svém studiu malovat obrovské plátno, nyní známé jako The Menin Road (Meninská cesta) ve velikosti téměř 5,6 m². Obraz dokončil v Londýně v únoru 1919. Zobrazuje bludiště zaplavených zákopů a kráterů po granátech, zatímco pahýly stromů zbavené listí, ukazují k obloze plné mraků a kouře, obloze rozdělené šípy slunečního světla, jež připomínají střely z pistole. Dva vojáci uprostřed obrazu se pokoušejí jít po nerozpoznatelné silnici, ale zdá se, že jsou v krajině zcela uvězněni.

## 20. léta
Když válka skončila, Nash byl odhodlán pokračovat ve své kariéře umělce, přestože zápasil s pravidelnými záchvaty deprese a s finančními starostmi. V letech 1919 a 1920 žil v Buckinghamshire a v Londýně, kde vytvořil návrh divadelních dekorací pro hru skotského spisovatele a dramatika sira Jamese Matthew BarriehoSpolu s několika dalšími umělci se Nash stal prominentním členem Society of Wood Engravers a v roce 1920 se podílel na jejich první výstavě. Stal se blízkým přítelem Erica Fitche Daglishe, kterého učil dřevořezbu a Daglish se stal úspěšným řezbářem. Od roku 1920 do roku 1923 Nash občas vyučoval na Cornmarket School of Art v Oxfordu.

### Dymchurch a Iden
V roce 1921, po návštěvě svého nemocného otce, se Nash zhroutil a po týdnu, kdy opakovaně ztrácel vědomí, byl diagnostikován jako trpící emočním šokem, který vznikl za války. Aby napomohl svému zotavení se přestěhoval do Dymchurch, kde pobýval už v roce 1919 a kde maloval moře a krajiny v Romney Marsh. Vlnolamy v Dymchurch se staly klíčové pro Nashovu práci. Konflikt mezi pevninou a mořem připomínal prvky Nashových válečných obrazů. Také byl ovlivněn žalem ze smrti svého přítele Clauda Lovata Frasera v červnu 1921. V roce 1922 Nash vytvořil soubor Místa (Places), sedm dřevorytin, pro které také navrhl krytí, vyřezal písmo a napsal text. V této době také začal malovat květinová zátiší a pokračoval v krajinomalbě, v té době namaloval hlavně pozoruhodný Chilterns under Snow v roce 1923. V průběhu let 1924 a 1925 Nash vyučoval na částečný úvazek na Design School na Royal College of Art. Mezi jeho studenty patřili anglický malíř a ilustrátor Eric William Ravilious a Edward Bawden, anglický malíř, ilustrátor a mezi jiným také návrhář zahradního nábytku. V roce 1924 uspořádal v Leicester Galleries komerčně úspěšnou výstavu. To umožnilo Nashovi počátkem roku 1925 strávit zimu v Nice a navštívit Florencii a Pisu. Poté se přestěhovali do Idenu poblíž Rye v Sussexu. Iden a Romney Marshes se staly námětem pro řadu Nashových obrazů, nejpozoruhodnější zimní moře namaloval v roce 1925, přepracoval jej v roce 1937. V roce 1927 byl Nash zvolen do London Artists' Association, sdružení londýnských umělců a v roce 1928 uspořádal v Leicester Galleries další úspěšnou výstavu svých maleb. V tomtéž roce se v Redfernově galerii konala výstava jeho dřevografiky. Výstava Leicester Galleries byla pozoruhodná také proto, že se Nash se odvrátil od své krajinomalby a začal se přiklánět ve svých dílech k abstrakci.
Tato změna směru pokračovala v průběhu let 1929 a 1930, kdy Nash vytvořil řadu inovativních maleb:
- Landscape at Iden (Krajina Idenu, 1929) – zdánlivě nesouvisející objekty umístěné vedle sebe na pozadí silných architektonických prvků dokazují, jak Nashe ovlivnil surrealista Giorgio de Chirico na londýnské výstavě o rok dříve.[25]

- Northern Adventure (Severní dobrodružství) a Nostalgic Landscape, St Pancras Station (Nostalgická krajina, Stanice St. Pancras) – dva obrazy představují pohledy z okna umělcova bytu na železniční stanici St. Pancras s abstraktními prvky. Okno nakřivo opět připomíná práci italského malíře Chirika.[13]

- Obrazy Coronilla (1929) a Opening (1931) znázorňují rozdíly mezi abstraktním a kubistickým způsobem, kterým lze vidět stromy nebo moře. V podobném stylu je také starší dílo Lares.[26]

- Nash dokončil Dead Spring in February v únoru 1929, hned po smrti svého otce. Obraz zobrazuje umírající hrnkovou rostlinu na okně, které je obklopeno mřížkou geometrických tvarů obsahující několik malířských nástrojů.[27] Stejně jako obraz Lares, tak i Dead Spring in February ukazuje vliv Giorgia de Chiricoa, jehož výstavu Nash viděl v Londýně roku 1928.[27]

### Jiná média
Nash často působil i jinak než jako malíř. Vytvořil dvě dřevorytiny, Places a Genesis, během dvacátých let dvacátého století vytvořil vysoce ceněné knižní ilustrace pro několik autorů, včetně Roberta Gravese a Siegfrieda Sassoona. Nash byl jedním z přispěvatelů ilustrací k vydání pro předplatitele T. E. Lawrenceových Sedm pilířů moudrosti (Seven pillars of wisdom), publikovaných v roce 1926. V roce 1930 navrhl ilustraci pro sbírku příběhů z první světové války Roads to Glory Richarda Aldingtona.
V roce 1921 vystavoval návrhy textilních vzorů na výstavě Heal's (Heal and Son Ltd) a v roce 1925 navrhl čtyři návrhy tkanin pro řadu Footprints prodávané v Modern Textiles v Londýně. Později v roce 1933 pověřila Nashe a další umělce společnost Brain & Co ve Stoke-on-Trent aby vytvořili návrhy pro jejich sortiment Foley China, které byly představeny na výstavě Modern Art for the Table v obchodním domě Harrods. V roce 1931 se plavil do Ameriky, aby se stal členem poroty na Mezinárodní ceně Carnegie v Pittsburghu. Margaret Nashová mu na cestu dala fotoaparát, Nash se stal plodným fotografem a často maloval podle vlastních snímků vedle svých přípravných skic.
V dubnu 1928 chtěl Nash Iden opustit, ale učinil tak až po smrti svého otce v únoru 1929, kdy prodal rodinný dům v Iver Heath a koupil si dům v Rye.

Obálka vánočního vydání časopisu Radio Times, 1930

### Třicátá léta
V roce 1930 začal Nash pracovat jako umělecký kritik pro posluchače rozhlasu a ve svých spisech potvrdil vliv londýnské výstavy Giorgia de Chirika v Londýně z roku 1928 a modernistických děl, které uviděl při návštěvě Paříže v roce 1930 v galerii Léonceho Rosenberga. Nash se stal průkopníkem modernismu v Británii a propagoval avantgardní evropské styly abstrakce a surrealismu po celá třicátá léta. V roce 1933 spoluzaložil vlivné moderní umělecké hnutí Unit One s dalšími umělci: Henry Moore, Barbara Hepworth, Ben Nicholson, Edward Wadsworth a kritikem Herbertem Readem. Byl to krátkodobý ale důležitý krok k revitalizaci britského umění v meziválečném období.

### Avebury
Když byl v roce 1931 pozván, aby ilustroval knihu podle vlastního výběru, Nash si vybral knihu anglického učence sira Thomase Browna (19. října 1605 – 19. října 1682) Hydriotaphia, Urn Burial a poskytl vydavateli soubor 30 ilustrací, které doprovázejí Brownovy stati. Pro Hydriotaphia Urn Burial Nash také produkoval šest větších akvarelů, včetně Mansions of the Dead (Sídla mrtvých) a tři olejomalby na téma knihy o smrti a pohřebních zvycích. Ty se staly významnými tématy pro Nashe, když v červenci 1933 cestoval do Marlborough na dovolenou a poprvé navštívil Silbury Hill a Avebury. Tato starověká krajina s neolitickými památkami a menhiry Nashe vzrušila a fascinovala a podle Ruth Clarke, která ho doprovázela do Marlborough, probudila jeho citlivost k magii a zlověstné kráse příšer. Nash pokračoval v malování krajiny v Avebury několikrát v různých stylech, nejpozoruhodnější jsou obrazy z roku 1934, Krajina druidů (Druid Landscape) a Krajina megalitů (Landscape of Megaliths). Měkké ekvivalenty pro megality z roku 1935 zdůrazňují tajemství místa tím, že ho vykreslují abstraktním způsobem a nikoli doslovně. Zdá se, že Nash nebyl spokojený s restaurátorskými pracemi, zahájenými v roce 1934 u Avebury Alexanderem Keillerem, zdánlivě upřednostňovali předchozí divoký a neúpravný vzhled oblasti.
Nash se chtěl přestěhovat do Wiltshire. Ale opustil svůj dům v Rye v Londýně v listopadu 1933 ještě předtím než podnikl dlouhou cestu do Francie, na Gibraltar a do severní Afriky. Když se vrátil do Anglie v červnu 1934, Nashes pronajal chalupu na pobřeží Dorsetu poblíž Swanage. John Betjeman, anglický básník a spisovatel, požádal Nashe aby napsal sérii Shell Guides. Nash nabídku přijal a vypracoval průvodce pro Dorset. (Shell Guides byla série cestovatelských příruček 20. století po britských krajích, určená pro běžné turisty.)

### Swanage
Mezi lety 1934 a 1936 Nash žil poblíž Swanage v Dorsetu a doufal, že mořský vzduch zklidní jeho astma, zatímco pracoval na knížce Shell Guide to Dorset. Během tohoto období vytvořil značné množství obrazů a fotografií, z nichž některé v knize použil. Průvodce byl vydán v roce 1935 a vyznačoval se upozorněními na některé zvláštnosti krajiny a architektury, které byly často přehlíženy. Nash našel ve Swanage krajinu s různorodou flórou a faunou, fosiliemi a geologií, ve kterých viděl jisté surrealistické vlastnosti. V eseji z roku 1936 nazvané Swanage or Seaside Surrealism napsal, že: místo mělo něco ze snu, kde věci jsou tak často nesourodé a trochu děsivé ve vztahu k času nebo místu. Nash se zde seznámil s britskou malířkou a fotografkou Eileen Forrester Agarovou, spojenou se surrealistickým hnutím. Jejich vztah trval několik let, a na řadě děl pracovali společně. V Swanage produkoval Nash několik významných surrealistických děl, jako například Events on the Downs (Události na Downs), obraz obrovského tenisového míčku a kmene stromu, kteří se zdánlivě vypravili na společnou cestu, pozdější Landscape from a Dream, scéna na vrcholu útesu s jestřábem a zrcadlem. Pro koláž černobílých fotografií s názvem Swanage, Nash zobrazuje objekty nalezené nebo pocházející z oblasti Dorsetu v rámci surrealistické krajiny. Na Romane Marsh našel svůj první surrealistický objekt, takzvaný Objet trouvé. Kus dřeva vyplavený z řeky byl Nashem přirovnán k vynikajícímu sochařství Henryho Moora a byl vystaven na první mezinárodní surrealistické výstavě v roce 1936 pod názvem Marsh Personage.
V polovině roku 1936 se Nash přestěhoval do velkého domu v Hampsteadu. Zde psal články o přímořském surrealismu, tvořil koláže a asambláže, začal psát svou autobiografii a v dubnu 1937 uspořádal velkou samostatnou výstavu v Redfernské galerii. V létě navštívil místo zvané Bílý kůň z Uffingtonu v Berkshire a krátce poté začal pracovat na Landscape from a Dream. V roce 1939 krátce před druhou světovou válkou opustil Hampstead a přestěhoval se do Oxfordu.

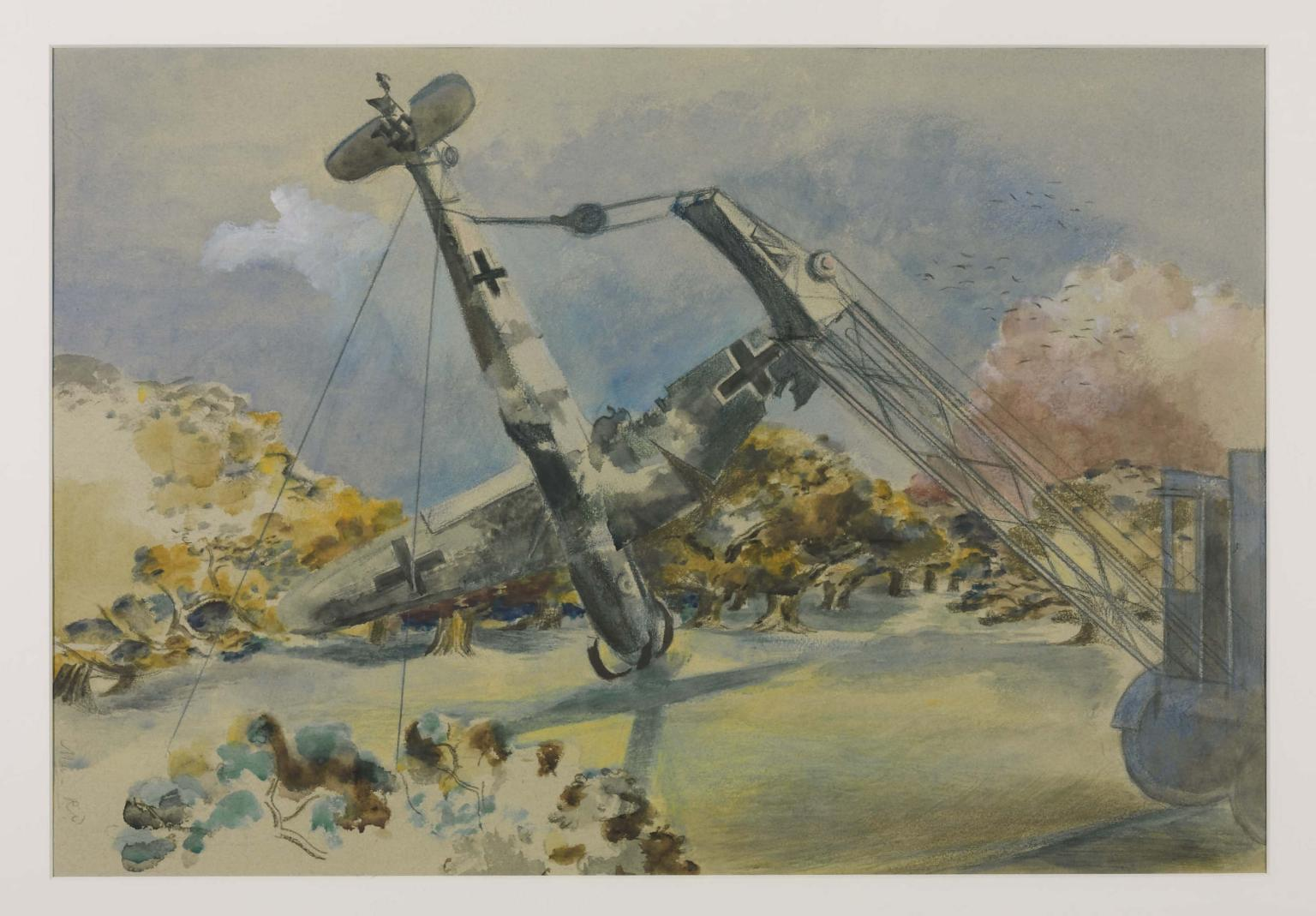
The Messerschmitt in Windsor Great Park (Messerschmitt ve Windsorském parku), 1940

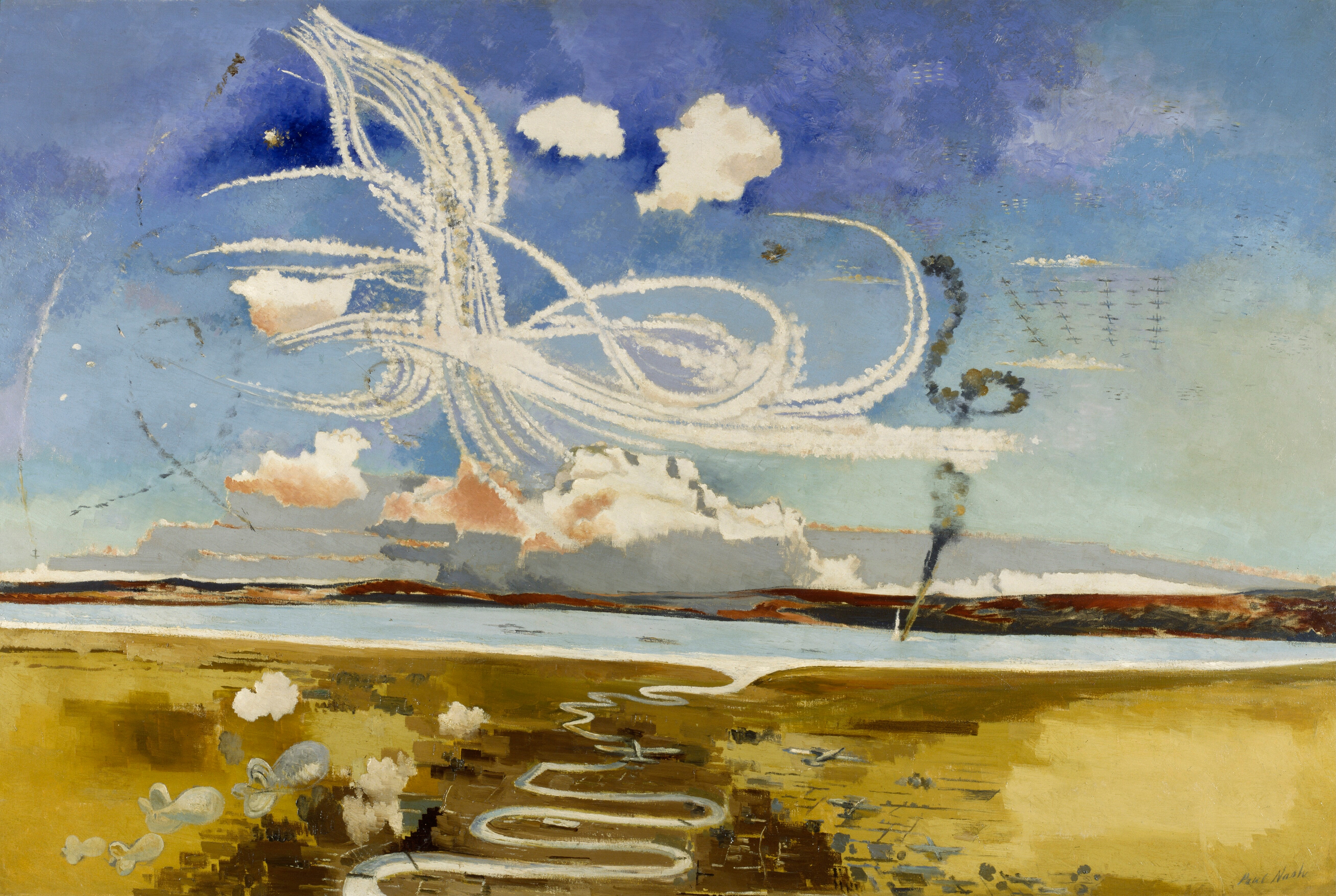
Battle of Britain (Bitva o Briánii), 1941

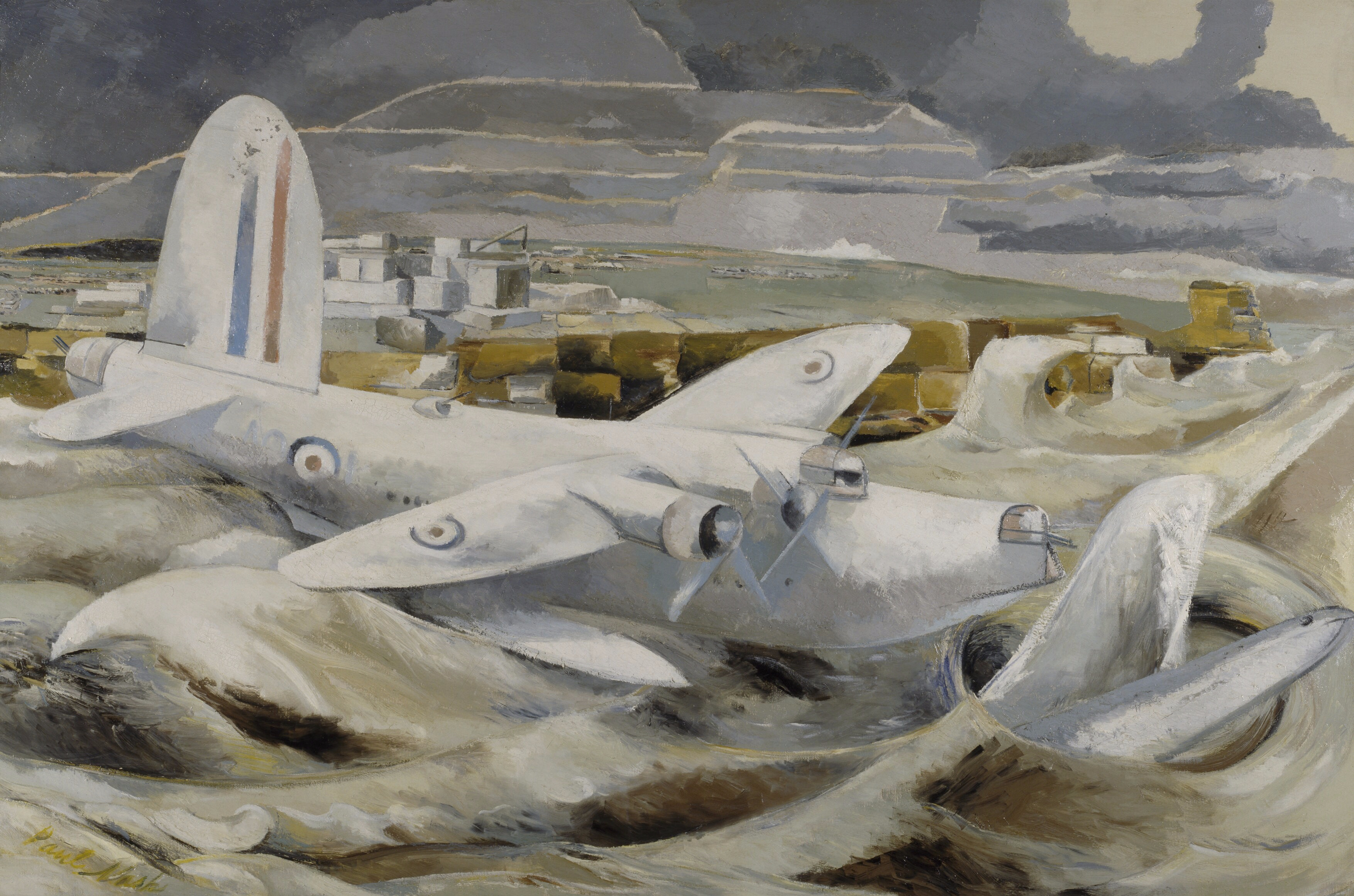
Defence of Albion (Obrana Albionu), 1942

## Druhá světová válka
Na počátku druhé světové války byl Nash jmenován Poradním výborem pro válečné umění (War Artists' Advisory Committee WAAC) na post válečného umělce placeného na plný úvazek. Podléhal královskému letectvu a ministerstvu letectví. U zástupce ministerstva letectví ve výboru WAAC nebyl Nash populární, částečně kvůli modernistické povaze jeho práce a částečně proto, že RAF chtěla, aby se umělci WAAC soustředili na vytváření portrétů jejích pilotů a posádky letadel. Zatímco placený umělec WAAC Nash namaloval dvě série akvarelů: Raiders a Aerial Creatures. Raiders nebo Marching Against England (Pochod proti Anglii) byla sada studií německých letadel, které byly rozbity v anglické venkovské krajině s tituly jako Bomber in the Corn, The Messerschmitt in Windsor Great Park a Under the Cliff. Zatímco ministerstvo letectví oceňovalo vlastenecký záměr a propagandistickou hodnotu těchto děl, série leteckých stvoření s antropomorfními zobrazeními britských letadel, ministerstvo letectví trvalo na ukončení Nashovy smlouvy na plný úvazek v prosinci 1940. Předseda WAAC, Kenneth Clark byl tímto vývojem velmi rozzuřen a v lednu 1941 výbor souhlasil s tím, že uhradí 500 dolarů za nákup Nashových děl na téma vzdušného konfliktu. Nash pracoval přerušovaně s touto úpravou až do roku 1944, kdy vytvořil čtyři obrazy pro WAAC. První dva z nich byly Totes Meer (Mrtvé moře) a Battle of Britain (Bitva o Británii).
Obraz Totes Meer (Mrtvé moře) byl předán WAAC v roce 1941 a ukazuje mrtvé moře ztroskotaných německých křídel a trupů letadel založených na náčrtech a fotografiích, které byly pořízeny v oddělení pro kovovýrobu v Cowley u Oxfordu v roce 1940. Obraz připomíná řadu ponurých mořských a pobřežních obrazů, které Nash vytvořil ve třicátých letech minulého století. I když mezi troskami letadel u Cowley bylo i mnoho britských letadel, Nash zobrazil pouze německá letadla, protože chtěl ukázat osud stovek a stovek létajících tvorů, které napadly tyto břehy. Navrhoval použít sérii pohlednic s troskami německých letadel jako propagandu a shazovat je nad Německem. Za tímto účelem Nash dokonce vytvořil pohlednici s obrazem s Hitlerovou hlavou naaranžovanou nad troskami německých letadel. Kenneth Clark uvedl, že obraz Mrtvé moře byl podle mého ten nejlepší obraz války, a je stále považován za nejslavnější britskou malbu druhé světové války.
Obraz Bitva o Británii (1941) je uměleckým ztvárněním letecké bitvy probíhající nad rozlehlou pevninou u moře, což naznačuje ústí Temže a Lamanšský průliv. Bílé stopy spojeneckých letadel vytvářejí vzory připomínající pupeny a okvětní lístky a zdá se, že přirozeně rostou ze země a mraků, na rozdíl od tuhých, formálních řad útočných sil. Clark rozpoznal alegorickou povahu díla a napsal Nashovi: Myslím, že v tomto a Totes Meere jste objevil novou podobu alegorického obrazu. Je nemožné vykreslit velké události bez alegorie ... a objevil jste způsob, jak by se symboly vymanily ze samotných událostí.
Po dokončení tohoto obrazu se Nash cítil kreativně zablokovaný a opět oemocněl astmatem. Sice nebyl schopen malovat, ovšem vytvořil řadu fotografických koláží, které obsahovaly symboly a motivy z jeho předchozích prací často s motivy Hitlera. Nash předložil řadu těchto prací nazvaných Follow the Fuehrer (Následujte Vůdce) Ministerstvu informací na propagandu, ale byl odmítnut. Když pokračoval v malování, vytvořil dílo Defence of Albion (Obrana Albionu). Obraz je považován za nejslabší ze čtyř velkých obrazů pro WAAC. Nash měl velké problémy s jeho dokončením. Zobrazuje britský létající člun Short Sunderland v moři u Portland Bill. Nash měl k dispozici pouze fotografie letounu a byl příliš nemocný aby mohl jít na pobřeží a prohlédnout si je. Nash napsal Ericovi Raviliousovi, který maloval letadla ve Skotsku a požádal ho, aby mu popsal působení slunce na letadlo.
Nashův závěrečný obraz pro WAAC byl nicméně mimořádnou, imaginativní scénou bombového útoku na město. Navzdory tomu, že dostal přístup k oficiálním zprávám leteckých posádek útočících na Německo, zobrazení bitvy o Německo – Battle of Germany – použil nekonvenční, abstraktní přístup. Vysvětloval že chtěl ukázat město pod útokem s pilířem kouře z hořících budov v pozadí a s bílými kuličkami klesajících padáků v popředí. Sloup dýmu a kulatý měsíc hrozí městu stejně jako bombardéry, ukryté v červených mracích, zodpovědné za exploze na pravé straně obrazu. Kenneth Clark nejdříve prohlásil, že obraz je obtížně srozumitelný kvůli tomu, co nazval různými rovinami zobrazované reality. Na druhé straně však uznal, že tímto směrem by mohlo směřovat poválečné umění.

Battle of Germany (Bitva o Německo), 1944

### Poslední práce
Od roku 1942 Nash často navštěvoval umělkyni Hildu Harrissonovou v jejím domě Sandlands na Boars Hill poblíž Oxfordu, aby se zotavil po záchvatech nemoci. Ze zahrady v Sandlands měl Nash výhled na Wittenham Clumps, křídové kopce v údolí Temže, které poprvé navštívil jako dítě a maloval zde před první světovou válkou a znovu v letech 1934 a 1935. Nyní zde namaloval řadu nápaditých prací s různými aspekty měsíce. Obrazy jako Landscape of the Vernal Equinox (Krajina jarní rovnodennosti) z roku 1943 a Landscape of the Moon's Last Phase (Krajina s poslední fází měsíce) z roku 1944 ukazují mystickou krajinu bohatou na symboliku měnících se období smrti a znovuzrození. Dokončení obrazu Battle of Germany (Bitva o Německo) v září 1944 přineslo Nashovi ke konci jeho života veřejné závazky a tak strávil zbývajících osmnáct měsíců svého života podle svých vlastních slov v odloučené melancholii. V těchto posledních měsících vytvořil sérii obrazů, včetně Flight of the Magnolia (1944), kterou nazval Létající květiny. Spojoval svou fascinaci létáním se svou láskou k dílu britského krajináře a autorovi vizionářských pastorálních obrazů Samuela Palmera. Nash se také vrátil k dílu Williama Blaka, který tak velmi ovlivnil jeho rané umění, například v sérii obrovských slunečnic, včetně Sunflower and Sun (1942), Solstice of the Sunflower (1945) a Eclipse of the Sunflower (1945) na téma Blakeových básní z roku 1794 Ah! Sun-flower.

## Smrt
Během posledních deseti dnů svého života se Nash vrátil do Dorsetu a navštívil Swanage, Corfe, Worth Matravers a Kimmeridge Bay. Zemřel ve spánku na srdeční selhání v důsledku dlouhodobého astma, dne 11. července 1946, v Boscombe v Hampshire (nyní Dorset) a byl pohřben 17. července v kostele St. Mary the Virgin Church (Kostel Panny Marie) v Langley v Buckinghamshire (nyní Berkshire). Na jeho hrobě je vytesán obraz Landscape from a Dream (Krajina ze snu). Pamětní výstava a koncert pro Nashe, kterého se zúčastnila královna Alžběta, se konala v březnu 1948 v galerii Tate.

## Odkaz Paula Nashe
Díla Paula Nashe jsou v majetku ve světových galeriích a muzeích: Aberdeen Art Gallery, Art Gallery of New South Wales, Beaverbrook Art Gallery, Bolton Art Gallery, Brighton & Hove Museums, Cleveland Museum of Art, Courtauld Institute of Art, Glynn Vivian Art Gallery, Harvard University Art Museums, Imperial War Museum, Manchester City Art Gallery, National Museums Liverpool, Tate Gallery, The Huntington Library, The Priseman Seabrook Collection, Whitworth Art Gallery, The Norfolk Museums Collection a Wichita Art Museum.
Samostatná výstava v londýnské Tate Britain nazvaná Paul Nash se uskutečnila od října 2016 do března 2017, poté se přesunula do Sainsbury Centre for Visual Arts v Norwichi, kde probíhala od dubna do srpna 2017.